# ブキッ・ナナス駅
ブキッ・ナナス駅 (Bukit Nanas) は、クアラルンプールにあるKLモノレールの駅のひとつ。

## 駅周辺
駅はアンパン地区の西にあり、周辺にはクアラ・ルンプール・タワー、浄水場、森林保護機関等がある。駅舎はスルタン・イスマイル通り上にあり、ラピドKL　(RapidKL) クラナ・ジャヤ線 (Kelana Jaya Line)のダン・ワギ駅まで約300m。徒歩で乗り換え可能。
・至近距離にハードロックカフェがある。

### ホテル
- シャングリ・ラ クアラルンプール
  - ZIPANGU SUPER DINING BY NADAMAN
- コンコルドホテル クアラルンプール
- ルネッサンスホテル クアラルンプール

### 銀行
- MAY BANK